# Delta de l'Oso, punta di Benedettu et Mura dell'Unda
Delta de l'Oso, punta di Benedettu et Mura dell'Unda este o arie protejată (sit de importanță comunitară — SCI) din Franța întinsă pe o suprafață de 114 ha, integral pe uscat.

## Localizare
Centrul sitului Delta de l'Oso, punta di Benedettu et Mura dell'Unda este situat la coordonatele 41°37′16″N 9°19′34″E / 41.62111°N 9.32611°E.

## Înființare
Situl Delta de l'Oso, punta di Benedettu et Mura dell'Unda a fost declarat arie specială de conservare în baza directivei 92/43 din 1992 referitoare la conservarea habitatelor naturale și a faunei și florei sălbatice pentru a proteja 1 specie de plante și 3 specii de animale.

## Biodiversitate
Situată în ecoregiunea mediteraneană, aria protejată conține 25 de habitate naturale: Păduri aluvionare cu Alnus glutinosa și Fraxinus excelsior (Alno-Padion, Alnion incanae, Salicion albae), Dune de coastă cu Juniperus spp., Păduri de Quercus suber, Galerii de Salix alba și de Populus alba, Galerii și tufărișuri riverane sudice (Nerio-Tamaricetea și Securinegion tinctoriae), Liziere de ierburi înalte hidrofile de câmpie și de nivel montan până la alpin, Dune împădurite cu Pinus pinea și/sau Pinus pinaster, Lagune de coastă, Dune mobile de-a lungul țărmului cu Ammophila arenaria („dune albe”), Faleze cu vegetație de Limonium spp. endemic de pe coastele mediteraneene, Dune de pe litoral fixate cu Crucianellion maritimae, Pajiști umede mediteraneene cu ierburi înalte de Molinio-Holoschoenion, Pășuni mediteraneene udate de apa mării (Juncetalia maritimi), Dune cu tufărișuri sclerofile Cisto-Lavenduletalia, Iazuri temporare mediteraneene, Dune mobile cu vegetație embrionară, Formațiuni scunde de Euphorbia în apropierea falezelor, Vegetație anuală la limita mareei, Tufărișuri halofile mediteraneene și termo-atlantice (Sarcocornetea fruticosi), Estuare, Dune cu vegetație ierboasă Malcolmietalia, Păduri de Quercus ilex și Quercus rotundifolia, Salicornia și alte specii anuale care populează regiunile mlăștinoase și nisipoase, Matorral arborescenți cu Juniperus spp., Ape stătătoare oligotrofe până la mezotrofe, cu vegetație de Littorelletea uniflorae și/sau de Isoëto-Nanojuncetea.
La baza desemnării sitului se află mai multe specii protejate:
- plante (1): Rouya polygama
- pești (1): Aphanius fasciatus
- reptile (2): țestoasa de baltă (Emys orbicularis), țestoasă bănățeană (Testudo hermanni)

Pe lângă speciile protejate, pe teritoriul sitului au mai fost identificate 4 specii de plante.